# Wild Arms: Twilight Venom
Wild Arms: Twilight Venom (ワイルドアームズ トワイライトヴェノム Wairudo Āmuzu Towairaito Venomu) er en japansk anime-serie baseret på Wild Arms spilserien. Serien blev animeret af Bee Train, og instrueret af Itsuro Kawasaki og Kōichi Mashimo.
Twilight Venom blev sendt på WOWOW fra den 18. oktober 1999 og frem til den 27. marts 2000, og bestod af i alt 22 afsnit.

## Historie
Dr. Kiel Aronnax, Mirabelle og Loretta møder en 10 år gammel dreng, under deres flugt fra fængsel. Han viser sig at være den forhenværende berømte revolvermand Sheyenne Rainstorm, og er i besiddelse af berømt og mystisk ARMS våben. Serien følger Sheyenne og Kiel i deres forsøg på at løse mysteriet om Sheyennes forsvundne krop.

## Figurer
- Sheyenne Rainstorm (シャイアン・レインストーム)

En berømt revolvermand med evnen til at bruge de mystiske ARMS våben. Genfødt i en 10-årig drengs krop, forsøger han at finde ud af hvad der skete med ham.
Stemme af: Mayumi Asano (Japansk), Ian Hawk (Engelsk)
- Dr. Kiel Aronnax (キール・アロナクス)

En videnskabsmand der hjælper Sheyenne i hans søgen.
Stemme af: Junpei Morita (Japansk), James Lyon (Engelsk)
- Issac (アイザック)

En 1000 år gammel Popepi Pipepo. Han assisterer Sheyenne på hans rejse.
Stemme af: Mitsuo Iwata (Japansk), David Lucas (Engelsk)
- Loretta Oratorio (ロレッタ・オラトリオ Roleta Oratorio)

En tyv og crest sorceress. Hun bruger sin tid på at stjæle fra de rige, sammen med Mirabelle.
Stemme af: Fumiko Osaka (Japansk), Wendee Lee (Engelsk)
- Mirabelle Graceland (ミラベル・グレースランド)

Af den vampyr-lignende slægt ved navn Crimson Noble. Loretta og hende tjener til dagen ved at sjæle og til tide støde ind i Sheyenne.
Stemme af: Nariko Fujieda (Japansk), Julie Maddelena (Engelsk)
- Jerusha (ジルーシャ)

En 5000 år gammel Popepi Pipepo. Hun assisterer Loretta og Mirabelle på deres rejser.
Stemme af: Rikako Aikawa (Japansk), Sue Beth Arden (Engelsk)

## Afsnit
| #  | Titel                                                                          | Storyboard          | Instruktør                  | Forfatter      | Animationsinstruktør          |
| -- | ------------------------------------------------------------------------------ | ------------------- | --------------------------- | -------------- | ----------------------------- |
|    |                                                                                |                     |                             |                |                               |
| 01 | "Sleeping Dirty" (スリーピング・ダーティー)                                    | Itsuro Kawasaki     | Itsuro Kawasaki             | Aya Matsui     | Kanami Sekiguchi              |
| 02 | "ARMS Crazy" (アームズ・クレイジー)                                            | Masato Bessho       | Masaki Tachibana            | Aya Matsui     | Minako Shiba                  |
| 03 | "Desert Dragon Fantasy" (デザートドラゴン・ファンタジー)                       | Atsushi Wakabayashi | Masahito Otani              | Kenji Kamiyama | Atsuo Tobe                    |
| 04 | "The Faluna Bible" (ファルーナ・バイブル)                                      | Katsumi Terahigashi | 雄谷将仁                    | Yoshimi Narita | Minako Shiba Kanami Sekiguchi |
| 05 | "Portrait of Lana" (ポートレイト・オブ・ラナ)                                  | Mamoru Kanbe        | Mamoru Kanbe                | Suga Shotaro   | Minoru Yamazawa               |
| 06 | "Affair of the Fargaia Express" (ファルガイア・エクスプレス)                   | Kiyotaka Isako      | Masaki Tachibana            | Hojo Chinatsu  | Kanami Sekiguchi              |
| 07 | "Someday My Robber Will Come" (サムデイ・マイ・ラバー・ウィル・カム)           | Katsumi Terahigashi | 渕上真                      | Aya Matsui     | Masahiro Sekiguchi            |
| 08 | "Mouth Wide Shut" (マウス・ワイド・シャット)                                   | Naoki Hishikawa     | 有江勇樹                    | Hideki Mitsui  | Kayoko Nabeta                 |
| 09 | "The Slave of the Game" (スレイブ・オブ・ザ・ゲーム)                           | Mamoru Kambe        | Mamoru Kambe                | Suga Shotaro   | Minoru Yamazawa               |
| 10 | "Guilty or..." (ギルティ・オア…)                                               | Katsumi Terahigashi | Masaki Tachibana            | Kenji Kamiyama | Yoshiaki Tsubata              |
| 11 | "No Home, No Body" (ノーホーム・ノーボディ)                                    | 渡辺純央            | 渡辺純央                    | Aya Matsui     | Minako Shiba                  |
| 12 | "Lie, Laila, Lie" (ライ・ライラ・ライ)                                         | Shunsuke Tada       | Shunsuke Tada               | Aya Matsui     | Kanami Sekiguchi              |
| 13 | "Lullaby of the Noble-Red" (ララバイ・オブ・ノーブルレッド)                    | Mamoru Kambe        | Mamoru Kambe                | Suga Shotaro   | Minoru Yamazawa               |
| 14 | "Interview With The Ampire" (インタビュー・ウイズ・アンパイア)                 | Katsumi Terahigashi | Kentaro Mizuno              | Hojo Chinatsu  | 塩川貴史                      |
| 15 | "Natural Born Angel" (ナチュラル・ボーン・エンジェル)                          | Masaki Tachibana    | Masaki Tachibana            | Aya Matsui     | Kayoko Nabeta                 |
| 16 | "Fatal Goddess" (フェイタル・ゴッデス)                                         | 渡辺純央            | 渡辺純央                    | Aya Matsui     | Yoshiaki Tsubata              |
| 17 | "Child at Heart" (チャイルド・アット・ハート)                                  | Mamoru Kambe        | Mamoru Kambe                | Akemi Omode    | Minoru Yamazawa               |
| 18 | "The Days of the Bacchus" (デイズ・オブ・バッカス)                             | Itsuro Kawasaki     | Itsuro Kawasaki             | Hojo Chinatsu  | Kanami Sekiguchi              |
| 19 | "Gone with the Smoke" (ゴーン・ウィズ・ザ・スモーク)                           | Katsumi Terahigashi | Tetsuro Aoki Kentaro Mizuno | Aya Matsui     | 塩川貴史                      |
| 20 | "Faluna Struck" (ファルーナ・ストラック)                                       | Masaki Tachibana    | Shunsuke Tada               | Akemi Omode    | Minako Shiba                  |
| 21 | "Once Upon a Time in Fargaia" (ワンス・アポン・ア・タイム・イン・ファルガイア) | Itsuro Kawasaki     | Itsuro Kawasaki             | Kenji Kamiyama | Kayoko Nabeta                 |
| 22 | "The Last of Sheyenne" (ラスト・オブ・シャイアン)                              | Masaki Tachibana    | Masaki Tachibana            | Aya Matsui     | Kanami Sekiguchi              |

## Relation tilWild Arms-serien
Twilight Venom har en del crossovers med det andet spil i Wild Arms-serien. I afsnit 11, "No Home, No Body", kan to modeller af Liz og Ard ses i et monster museum. Judecca og Kanon fra Wild Arms 2 optræder i henholdsvis afsnit 15 og 17. Dog har Kanon et udseende der i høj grad minder om Zed fra det første Wild Arms. Irving Valeria, også fra Wild Arms 2, og Guardian Lucied optræder begge i afsnit 16, men er til forskel fra de andre cameos del af historien, og optræder derfor også i senere afsnit.